# Ngôi sao điện ảnh

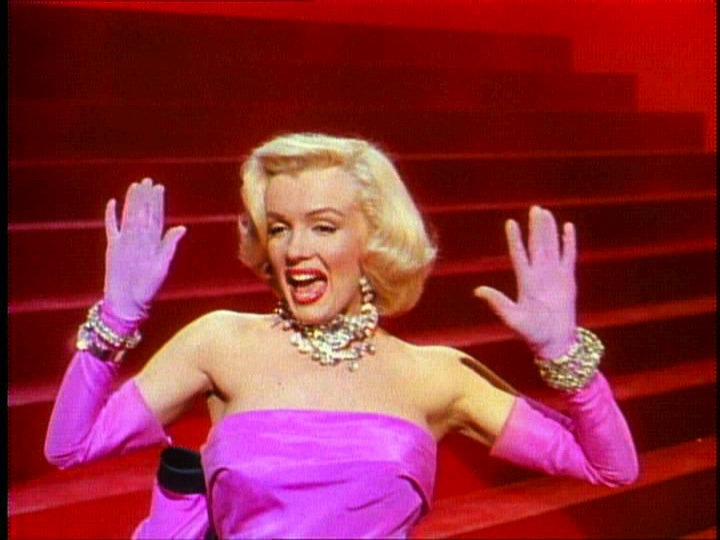
Marilyn Monroe là một trong những ngôi sao điện ảnh nổi tiếng nhất mọi thời đại.

Ngôi sao điện ảnh (hay minh tinh màn bạc) là nhân vật nổi tiếng được biết đến với vai diễn chính trong một bộ phim.